# Kotaro Yamazaki
Kotaro Yamazaki (Shizuoka, 19 oktober 1978) is een voormalig Japans voetballer.

## Carrière
Kotaro Yamazaki speelde tussen 1997 en 2007 voor Nagoya Grampus Eight, Shimizu S-Pulse en Ventforet Kofu.